# Александр Казарский (тральщик)
«Александр Казарский», МТ «Александр Казарский» — морской тральщик проекта 266 (шифр «Аквамарин») Черноморского флота ВМФ СССР.

## Служба
Морской тральщик «Александр Казарский» проекта 266 был заложен 30 декабря 1963 годо на Средне-Невском ССЗ (заводской № 994), был спущен на воду 31 марта 1966 года, вступил в состав флота 30 августа 1966 года.
Назван в честь капитана А. И. Казарского, героя боя брига «Меркурий» с турецкими кораблями.
Бортовые номера 911, 918(1986), 908(1990).
Входил в состав 115-го дивизиона тральщиков 20-й дивизии кораблей ОВР ЧФ, затем — в состав 182-го дивизиона тральщиков Черноморского флота.
19 апреля 1990 года корабль был выведен из исключен из состава флота.

## Командиры
- капитан 3-го ранга Косарев В. М.[1]